# Zhang Wentian
Zhang Wentian, född 1900, död 1976, även känd som Luo Fu (洛甫), var en ledande kinesisk kommunistisk politiker och partiets generalsekreterare 1935-43.
Zhang studerade till ingenjör i Nanking och tillbringade också ett år vid University of California. 1925 gick han med i Kinas kommunistiska parti och studerade vid Sun Yat-sen-universitetet i Moskva 1926-30, där han blev en av de 28 bolsjevikerna. Under den Långa marschen 1934-35 allierade han sig med Mao Zedong. 1935 blev han vald till generalsekreterare 1935 höll den posten fram till dess att den avskaffades 1943. Han behöll dock sin post i politbyrån.
Efter Folkrepublikens grundande tjänstgjorde han som vice utrikesminister och Kinas ambassadör i Moskva. Under Lushankonferensen 1959 allierade han sig med Peng Dehuai och avsattes därför från alla sina poster. Han blev föremål för förföljelser under Kulturrevolutionen, men rehabiliterades efter sin död.